# クリス・ジョンソン (ボクサー)
クリス・オマー・ジョンソン（Chris Omar Johnson, 1971年8月8日 - ）は、ジャマイカ・マンチェスター教区出身のカナダのボクシング選手。1992年バルセロナオリンピックミドル級で銅メダルを獲得した人物である。現役時代他にも1990年にニュージーランド・オークランドで開催されたコモンウェルスゲームズのミドル級で金メダルを、1991年にキューバ・ハバナで開催されたパンアメリカン競技大会のミドル級で銀メダルを獲得している。
生まれはジャマイカであったが、その後ジョンソン一家はカナダ・オンタリオ州キッチナーに移り住み、クリスは6人兄妹の一人としてそこで育った。
1993年2月28日にプロデビュー。2001年8月3日にアメリカ・ワシントンで行われたアントニオ・ターバー戦で10ラウンドKO負けを喫したのを最後に現役を引退した。プロ通算成績は26勝4敗1引き分け。
現役引退後のジョンソンはボクシングトレーナーとして活動しており、IBF世界スーパーバンタム級チャンピオンとなったスティーブ・モリターや、2000年シドニーオリンピックフェザー級、2004年アテネオリンピックバンタム級にカナダ代表として出場したアンドリュー・クーナー、ジャマイカ系アメリカ人女性ボクサーのナタリー・ブラウンらのコーチングを担当している。

## 1992年バルセロナオリンピックの試合結果
1回戦はBYEとなり、2回戦からの出場であった。
- 2回戦 モハメド・シルバンギ（ ザイール） 3ラウンドTKO勝ち
- 3回戦 ステファン・トレンダフィロフ（ ブルガリア） 1ラウンドTKO勝ち
- 準決勝 クリス・バード（ アメリカ合衆国） 3対17で判定負け